# Justicia chaconii
Justicia chaconii är en akantusväxtart som beskrevs av Gómez-laur.. Justicia chaconii ingår i släktet Justicia och familjen akantusväxter. Inga underarter finns listade i Catalogue of Life.